# Megachile pondonis
Megachile pondonis är en biart som beskrevs av Cockerell 1944. Megachile pondonis ingår i släktet tapetserarbin, och familjen buksamlarbin. Inga underarter finns listade i Catalogue of Life.